# Jake Shimabukuro

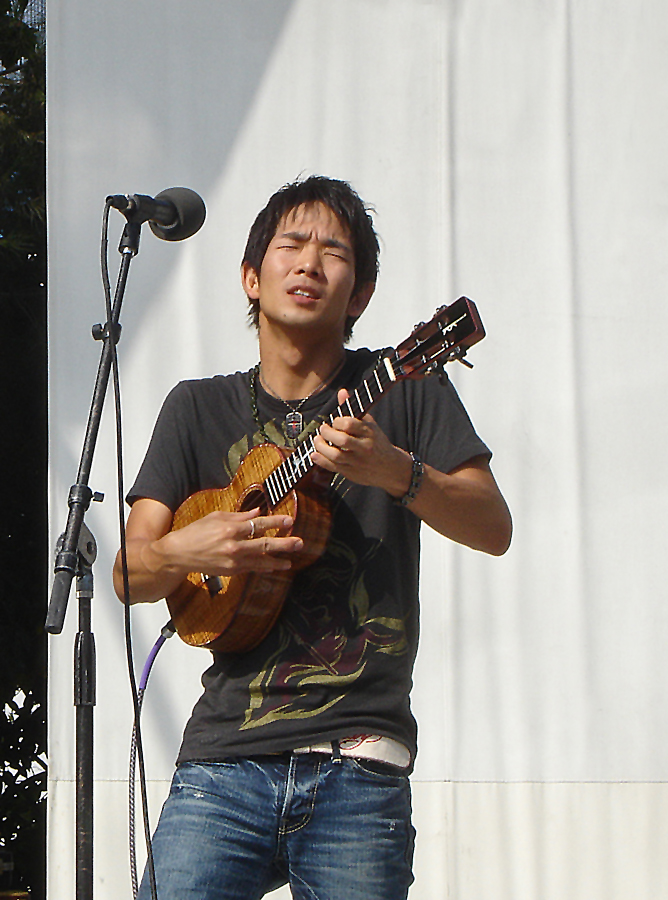
Jake Shimabukuro (2007)

Jake Shimabukuro (* 3. November 1976 in Kaimukī, Hawaii) ist ein hawaiischer Ukulelespieler. Seine Musikrichtung ist vor allem durch Jazz, Rock und Pop geprägt. 
Shimabukuro begann mit 4 Jahren, Ukulele zu lernen. Seine erste Lehrerin war seine Mutter, später besuchte er die Ukulelenschule von Roy Sakuma, wo er von Tami Akiyami unterrichtet wurde. Er spielte zunächst traditionelle hawaiische Musik und begann später Stücke für andere Instrumente für die Ukulele zu transkribieren. Seine musikalische Spanne reicht dabei von Rock- und Popsongs der Beatles („While my guitar gently weeps“) oder Michael Jacksons „Thriller“ über  Jazz-Stücke von Chick Corea („Spain“) bis zu klassischen Stücken wie Niccolò Paganinis Capriccio Nr. 24 für Violine. International bekannt wurde Shimakuburo auch über das Internetportal YouTube.
Shimabukuro gilt als einer der besten Ukulelenspieler der Welt. Er war der erste Spieler, der mit diesem Instrument an das Sydney Opera House eingeladen wurde. Die Washington Post verglich Shimabukuros Fertigkeit auf der Ukulele mit der von Eddie Van Halen und Eric Clapton auf der Gitarre. Shimabukuro selbst nennt als Einflüsse vor allem die Gitarristen Al Di Meola, Paco de Lucía und Yngwie Malmsteen und den Ukulelenspieler Eddie Kamae, den er als „den Miles Davis der Ukulele“ bezeichnet. Er tourte mit Béla Fleck und Jimmy Buffett und eröffnete einige Konzerte von Bryan Adams in den USA.
Für die japanische Komödie Hula Girls, die mit vier Japanese Academy Awards ausgezeichnet wurde, lieferte Shimabukuro den Soundtrack und steuerte zudem einige Stücke für den Soundtrack der Fernsehserie Beyond the Break bei. 
Shimabukuro spielt ausschließlich eine viersaitige Tenor-Ukulele des berühmten hawaiischen Herstellers Kamaka Hawaii, die aus Koa-Holz gefertigt ist und von ihm mit Saiten von D’Addario bespannt wird.

## Diskografie
- Sunday Morning (2002)
- Crosscurrent (2003)
- Walking Down Rainhill (2004)
- Dragon (2005)
- Gently Weeps (2006)
- My Life (2007)
- Hula Girls (2007)
- Peace Love Ukulele  (2011)
- Grand Ukulele  (2012)
- Nashville Sessions (2016)